# 陳映
陳映（？—1592年），字東甫，號葵宇，福建漳州府海澄縣人，民籍，明朝政治人物。

## 生平
萬曆四年（1576年）丙子科福建鄉試第四十五名，萬曆八年（1580年）庚辰科會試第一百七名，登三甲第一百五十七名進士。礼部觀政，本年授官江西铅山县知县，十五年升户部主事，十六年差德州管仓，二十年壬辰卒。

## 家族
曾祖陳華璧，曾任壽官；祖父陳孔忠；父陳善。母林氏。